# Yasutaro Koide
Yasutaro Koide, 小出保太郎 Koide; (Tsuruga, 13 de março de 1903 – Nagoya, 19 de janeiro de 2016) foi um supercentenário japonês, que passou a ser o homem mais velho do mundo após a morte de Sakari Momoi, que na ocasião possuia 112 anos de idade. De 05 de junho de 2015, até a sua própria morte, em 19 de janeiro de 2016, foi o homem mais velho do mundo.
Nascido em 13 de Março de 1903, Koide trabalhou como alfaiate para uma loja de roupas masculinas em Tsuruga, Fukui.  Depois de alguns anos se mudou para Nagoia, no Japão, quando tinha 107 anos, para viver com sua filha. Quando completou 110 anos, ainda podia ler jornais sem óculos e comer sem dentaduras. Ele se tornou a pessoa mais velha do mundo na Prefeitura de Aichi, em 31 de Março de 2014, após a morte da residente Nagoia Tsuya Miura, que morreu com a idade de 111 anos. 
Em 21 de agosto de 2015, ele foi oficialmente reconhecido como o homem mais velho do mundo pelo Guinness World Records.  Quando perguntado sobre o segredo de sua longa vida, Koide respondeu dizendo que "a melhor coisa é não exagerar" e não recomendou a prática de fumar ou beber. 
Ele morreu em 19 de janeiro de 2016 por conta insuficiência cardíaca e pneumonia em um hospital de Nagoia com a idade de 112 anos e 312 dias.